# Chronicon Bürglense

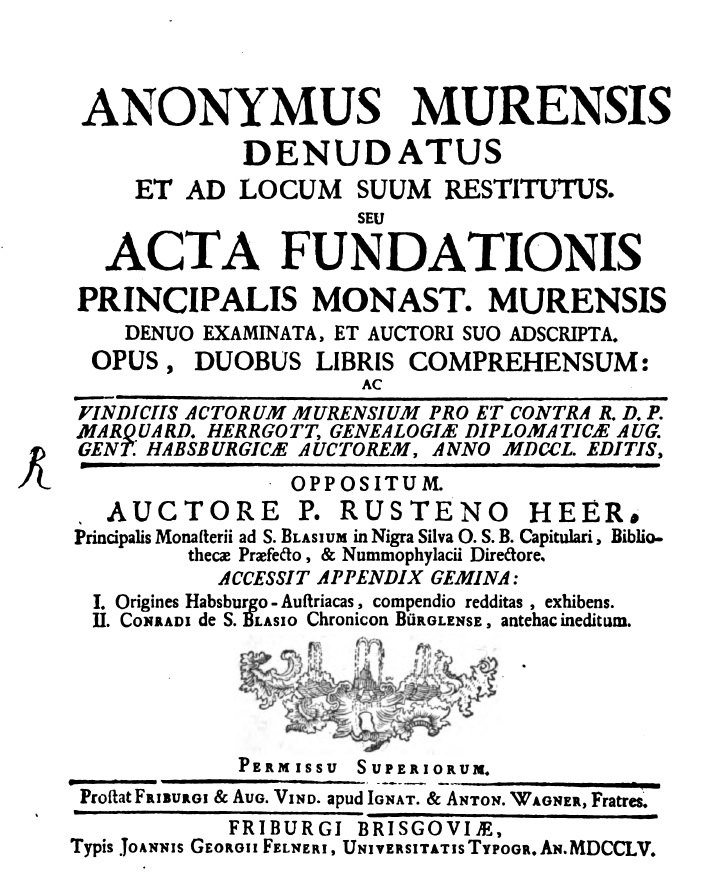
Titelblatt Anonymus Murensis denatus

Das Chronicon Bürglense ist eine lateinische Handschrift aus dem 12. Jahrhundert, die die Frühgeschichte der Propstei Bürgeln und das Leben von deren Gründerfamilie, den Herren von Kaltenbach, beschreibt.

## Geschichte
In der Bibliothek des Klosters St. Blasien bestand eine in Rollenform gehaltene Handschrift eines Conradus de Sancto Blasio aus dem 12. Jahrhundert, die heute jedoch verloren ist. Überdies existiert eine Abschrift, die 1494 der Pfarrer von Holzheim, Ulrich Buck, angefertigt hatte. Aus diesen beiden Dokumenten fertigte Rustenus Heer den Text, den er 1775 als Anhang in seinem Werk Anonymus Murensis denudatus et ad locum suum restitutus, sive Acta fundationis monasterii Murensis denuo examinata publizierte. Buck erstellte auch eine deutsche Übersetzung, die im Generallandesarchiv Karlsruhe aufbewahrt wird.
Es wird angenommen, dass die Chronik im Zeitraum 1160 bis 1180 von einem sankt-blasischen Mönch namens Konrad geschrieben wurde. Konrad könnte demnach Wibert von Kaltenbach (den Sohn des Stifters der Propstei Bürgeln) noch gekannt haben.